# Virpi Niemelä
Virpi Niemelä (finès: Virpi Sinikka Niemelä)  (Hèlsinki, 26 de desembre de 1936 - Argentina, 18 de desembre de 2006) va ser una important astrònoma argentina d'origen finlandès. Va ser la segona argentina a ser escollida per a ser associada de la Royal Astronomical Society.
Nascuda a Finlàndia, va emigrar amb la seva família a l'Argentina el 1954, on va viure la major part de la seva vida. Es va fer ciutadana, es va casar i va tenir dos fills.

## Educació
Va començar els seus estudis universitaris a la Universitat Nacional de La Plata (UNLP) per estudiar química, però es va decidir per l'astronomia a través de l'aleshores Escola d'Astronomia i Geofísica. Es va doctorar per investigacions realitzades amb Jorge Sahade, amb qui va col·laborar al llarg de la seva carrera professional

## Carrera professional
El seu treball ha tingut una forta influència en les àrees d'estrelles massives i binàries propers, especialment les estrelles Wolf-Rayet. Va ser pionera en el treball sobre estrelles Wolf-Rayet als Núvols de Magalhães, estrelles massives en associacions estel·lars i bombolles interestel·lars al voltant d'estrelles massives. Aquest treball es va fer per determinar les masses estel·lars en sistemes binaris i es va descobrir i analitzar les òrbites espectroscòpiques de molts sistemes binaris amb components WR. Això es va aconseguir mitjançant dades de CASLEO i es van analitzar els vents estel·lars i la seva interacció amb el medi interestel·lar.
També va ajudar a desenvolupar l'astronomia a l'Argentina, inspirant molts estudiants. Després de doctorar-se, va començar a treballar a la Universitat Nacional de La Plata i es va convertir en becaria del Consell Nacional d'Investigacions Científiques i Tècniques (CONICET). Tot i ser acomiadada poc després, va continuar els seus projectes de recerca fins que va començar a treballar a la Comissió d'Investigacions Científiques de la Província de Buenos Aires (CICBA), on va treballar fins a la seva mort. També va treballar per a l'Instituto de Astrofísica del Espacio (IAFE) de Buenos Aires com a part del seu personal investigador. Allà, va supervisar els estudiants durant una dècada.
Després va ser nomenada professora a la Facultat de Ciències Astronòmiques i Geofísiques, on va obtenir el màster i el doctorat. La universitat la va nomenar professora emèrita l'any 2005 per reconèixer la seva tasca com a investigadora. De 1997 a 2001 també va ser membre del comitè editorial de la Revista Mexicana d'Astronomia i Astrofísica.

## Llegat i afiliacions a organitzacions
També va tenir un paper important en els drets de les dones dins la comunitat de recerca científica, impulsant la inclusió del permís de maternitat per a estudiants de postgrau amb beques del consell de recerca i assenyalant casos en què la segregació de gènere influïa en les ofertes de treball.
Es va convertir en vicepresidenta de l'Associació Argentina d'Astronomia des de 1993 fins a 1996. El 1998, va ser guardonada amb el premi Carlos Varsavsky per la seva contribució a l'astronomia argentina de l'Acadèmia Nacional de Ciències Exactes, Físiques i Naturals de Buenos Aires. Dos anys més tard, la van designar com a vocal, com a segona dona de la història de l'acadèmia. L'any 2003, també va ser la primera dona guardonada amb el Premi Platí d'Astronomia de la Fundació Konex Argentina. Per commemorar el seu setanta aniversari, es va celebrar un taller internacional sobre estrelles massives a Carilo de l'11 al 14 de desembre de 2006. Durant el taller, es va anunciar que l'asteroide 5289 s'anomenaria Niemela en el seu honor i que va ser escollida com a associada de la Reial Societat Astronòmica.
No obstant això, va morir just abans del seu aniversari, d'un càncer de mama.